# Benthamiella longifolia
Benthamiella longifolia ist eine Pflanzenart aus der Gattung Benthamiella in der Familie der Nachtschattengewächse (Solanaceae).

## Beschreibung
Benthamiella longifolia ist ein Chamaephyt, dessen Laubblätter 10 bis 16 mm lang und 0,75 bis 2,5 mm breit werden. Die Blätter sind unbehaart oder verkahlend, die Blattspreite ist an der Basis verbreitert. Der Blütenkelch ist 4 bis 7 mm lang, röhrenförmig bis fast glockenförmig und unbehaart. Die Krone ist röhrenförmig, unbehaart und 9 bis 15 mm lang. Die fünf Staubblätter sind nahezu gleich lang und stehen nicht über die Krone hinaus. Die Staubfäden sind unbehaart und setzen in der oberen Hälfte der Kronröhre an. Der Fruchtknoten besitzt ein sichtbares Nektarium. Der Griffel steht nicht über die Kronröhre hinaus.

## Verbreitung
Die Art ist in den Steppen Patagoniens verbreitet und kommt dort in Santa Cruz vor.

## Systematik und Botanische Geschichte
Die Art wurde 1897 von Carlos Luis Spegazzini erstbeschrieben.